# Pomiltic
Pomiltic är en ort i Mexiko.   Den ligger i kommunen Sitalá och delstaten Chiapas, i den sydöstra delen av landet, 800 km öster om huvudstaden Mexico City. Pomiltic ligger 985 meter över havet och antalet invånare är 169.
Terrängen runt Pomiltic är lite bergig. Runt Pomiltic är det ganska tätbefolkat, med 54 invånare per kvadratkilometer. Närmaste större samhälle är Yajalón, 12,2 km norr om Pomiltic. I omgivningarna runt Pomiltic växer i huvudsak städsegrön lövskog.